# 400 mètres nage libre masculin aux Jeux olympiques de 1912
Navigation
Londres 1908 Anvers 1920
L'épreuve de 400 m nage libre hommes des Jeux olympiques de 1912 a eu lieu du 11 juillet 1912 au 14 juillet 1912 dans un bassin long de 100 mètres construit dans la baie de Djurgårdsbrunnsviken à Stockholm.
Le recordman du monde et médaille d'argent aux Jeux de Londres, Frank Beaurepaire, ne peut participer aux Jeux de 1912 car il a perdu son statut d'amateur l'année précédente pour avoir donné des conférences payantes à propos de la natation et du sauvetage,.
En raison du très grand nombre de forfaits, 43 nageurs dont l'intégralité des Français engagés, les séries, comme prévues par le règlement ont été réorganisées juste avant le départ : des onze prévues, n'en sont courues que huit. Pour la même raison, le deuxième tour est annulé et les qualifiés des séries vont directement en demi-finales.
Le record olympique (5 min 36 s 8 établi à Londres par Henry Taylor) est amélioré par cinq nageurs lors des séries et l'Australien sous les couleurs de l'Australasie Cecil Healy établit un record du monde en bassin de 100 mètres en 5 min 34 s. Les demi-finales sont très rapides. Le Canadien George Hodgson améliore les records olympique et du monde de près de 9 secondes en 5 min 25 s 4 tandis que Britannique Jack Hatfield et l'Australien Harold Hardwick nagent aussi sous ses marques mondiales. Ces trois hommes se retrouvent, avec des temps assez similaires sur les trois marches du podium. Hodgson bat encore les records olympique et du monde en bassin de 100 mètres lors de la finale en 5 min 24 s 4 .

## Séries
| Série | Rang  | Pays | Nom                    | Temps        | Qualification          |
| ----- | ----- | ---- | ---------------------- | ------------ | ---------------------- |
| 3     | n.c   |      | David Theander (en)    | abandon      |                        |
| 5     | 1     |      | Cecil Healy            | 5 min 34 s   | Q (RM et RO)           |
| 3     | n.c   |      | Theo Tartakover        | abandon      |                        |
| 1     | 1     |      | Harold Hardwick        | 5 min 36 s   | Q (RO)                 |
| 2     | 1     |      | Thomas Battersby       | 6 min 3 s 6  | Q                      |
| 3     | 3     |      | Nicholas Nerich (en)   | 5 min 50 s 4 | q (meilleur troisième) |
| 4     | 1     |      | Béla Las-Torres        | 5 min 36 s 2 | Q                      |
| 3     | 1     |      | Max Ritter             | 5 min 44 s 6 | Q                      |
| 1     | 2     |      | Malcolm Champion       | 5 min 37 s   | Q                      |
| 5     | 3     |      | Franz Schuh (en)       | 6 min 9 s 6  |                        |
| 1     | n.c   |      | Mario Massa            | abandon      |                        |
| 2     | 3     |      | Eskil Wedholm          | 6 min 29 s 8 |                        |
| 2     | n.c   |      | Pavel Avksentyev       | abandon      |                        |
| 4     | 2     |      | Henry Taylor           | 5 min 48 s 4 | Q                      |
| 5     | 2     |      | Jack Hatfield          | 5 min 35 s 6 | Q                      |
| 2     | 2     |      | John Johnsen (en)      | 6 min 14 s 4 | Q                      |
| 4     | n.c   |      | Nikolay Voronkov       | abandon      |                        |
| 1     | n. c. |      | Davide Baiardo         | abandon      |                        |
| 3     | 2     |      | Alajos Kenyery         | 5 min 46 s   | Q                      |
| 1     | 4     |      | Nils-Erik Haglund (en) | 6 min 23 s 4 |                        |
| 1     | 3     |      | James Reilly           | 6 min 10 s 2 |                        |
| 6     | 1     |      | George Hodgson         | 5 min 50 s 6 | Q                      |
| 6     | 2     |      | William Foster         | 5 min 52 s 4 | Q                      |
| 6     | 3     |      | Oskar Schiele          | 5 min 57 s   |                        |
| 6     | 4     |      | George Godfrey         | 6 min 30 s 6 |                        |
| 6     | 5     |      | Harry Hedegaard (en)   | 7 min 7 s 8  |                        |

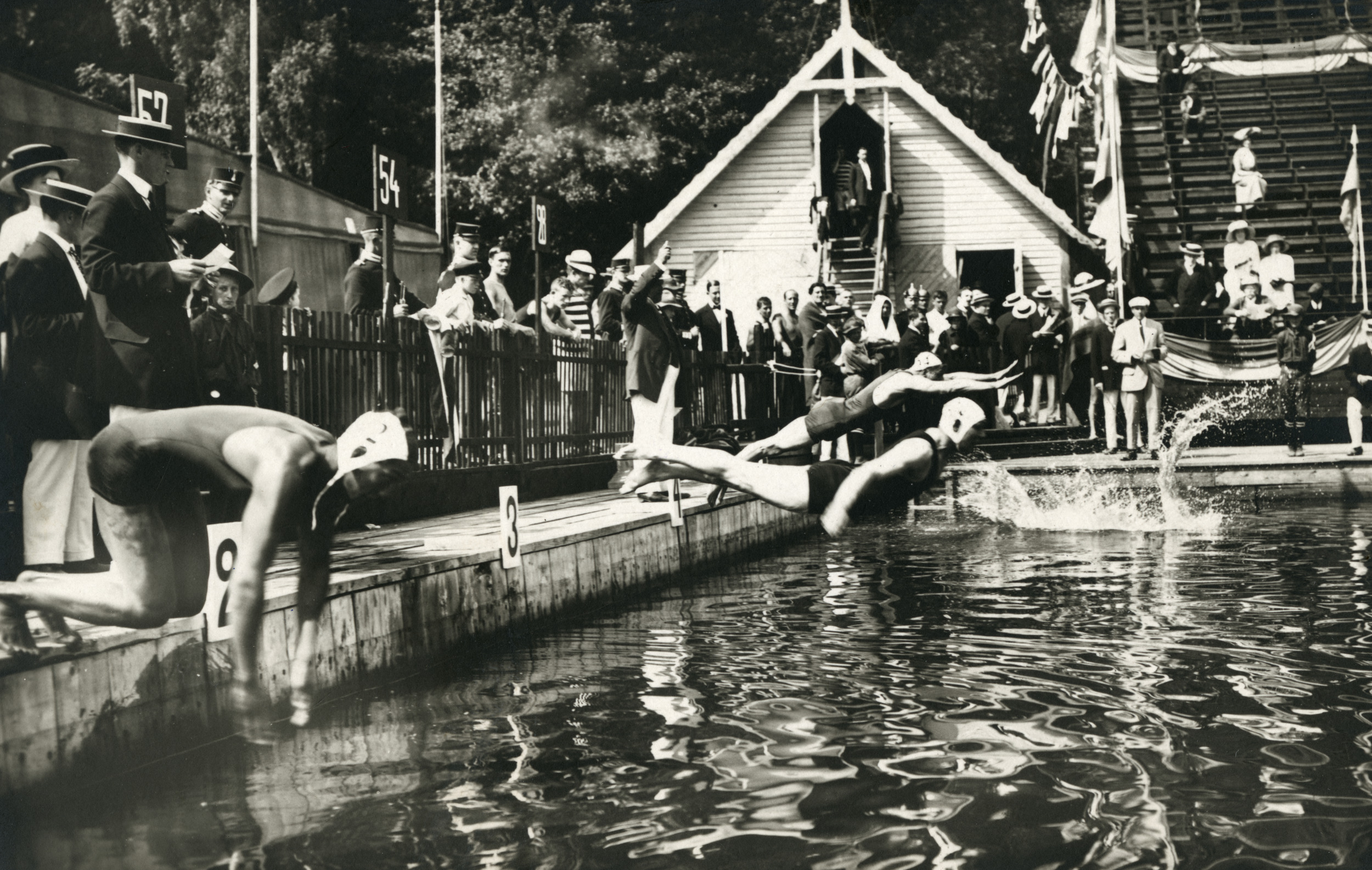
Départ d'une des séries du 400 mètres nage libre hommes.

Les deux premiers de chaque série et le meilleur troisième sont qualifiés pour le tour suivant.
Initialement, le programme prévoit onze séries éliminatoires réparties le jeudi 11 juillet : les huit premières à 12 h 10 et les trois dernières à 19 h mais, en raison du nombre de forfaits, seulement six se déroulent. Les séries, comme le prévoyait le règlement sont donc réorganisées juste avant le départ. Sont forfaits 43 nageurs : l'Allemand Otto Fahr ; les Australasiens Leslie Boardman et William Longworth ; les Autrichiens Otto Scheff, Josef Scheibler et Wolfgang Siller ; le Belge Joseph Pletinckx ; les nageurs de Bohême Josef Černÿ et S. Matucha ; le Britannique Isaac Bentham (en) ; neuf Américains Richard Frizell, Leo Goodwin, Harry Hebner, Kenneth Huszagh, Lincoln Johnson, Perry McGillivray, Jack Mantell, Leslie Rich et John Shyrock ; neuf Français Émile Bangerter, Henri Decoin, Henri Dubois, Georges Hermant, Gérard Meister, Marcel Pernot, Georges Rigal, Jean Rodier et René Voisard ; le Grec Andréas Asimakópoulos ; le Hongrois Imre Zachár ; quatre Italiens Virgilio Bellazza, Attilio Bellezza, Aldo Cigheri et Mario Portolongo ; les Norvégiens Harry Svendsen (en) et Herbert Wetter ; les Russes Viktor Baranov, Aleksey Andreyev et Ilarion Borisovsky ; les Suédois Robert Andersson, Vilhelm Andersson et Gustav Collin.
La première série est d'abord marquée par un faux départ. Le nageur australien Harold Hardwick prend tout de suite la tête, devant son compatriote Malcolm Champion. Malgré une bonne remontée dans la dernière longueur, ce dernier n'inquiète pas le vainqueur. Hardwick termine en 5 min 36 s, nouveau record olympique, une seconde devant Champion en 5 min 37 s. L'Américain James Reilly a 25 mètres de retard à l'arrivée et finit en 6 min 10 s 2. Le quatrième, le Suédois Nils-Erik Haglund (en) est encore plus loin en 6 min 23 s 4. Les deux nageurs italiens Davide Baiardo et Mario Massa ne terminent pas l'épreuve,.
La deuxième série est dominée de bout en bout par le Britannique Thomas Battersby qui s'impose en 6 min 3 s 6 devant le Norvégien John Johnsen (en) en 6 min 14 s 4 et le Suédois Eskil Wedholm en 6 min 29 s 8. Le Russe Pavel Avksentyev abandonne,.
La troisième série est marquée par une lutte acharnée entre l'Allemand Max Ritter et le Hongrois Alajos Kenyery qui se termine à l'avantage du futur Président de la FINA en 5 min 44 s 6, une seconde et demie devant Kenyery en 5 min 46 s. L'Américain Nicholas Nerich (en), meilleur troisième sur l'ensemble des séries avec 5 min 50 s 4 se qualifie pour le tour suivant. L'Australasien Theo Tartakover qui avait passé le premier tour lors des Jeux de Londres abandonne en cours d'épreuve, tout comme le Suédois David Theander (en),.
Trois nageurs seulement au départ de la quatrième série, et seulement deux à l'arrivée après l'abandon du Russe Nikolay Voronkov. Le Hongrois Béla Las-Torres mène de bout en bout devant le Britannique Henry Taylor, pourtant tenant du titre, puis se détache définitivement dans les derniers cent mètres pour s'imposer facilement en 5 min 36 s 2 contre 5 min 48 s 4 à Taylor,.
L'Australien (sous les couleurs de l'Australasie) Cecil Healy établit un nouveau record du monde en bassin de 100 mètres et record olympique lors de la cinquième série, en 5 min 34 s. Le deuxième, le Britannique Jack Hatfield nage aussi plus rapidement que ces deux records, en 5 min 35 s 6. L'Autrichien Franz Schuh (en) est relégué à plus de trente secondes, finissant en 6 min 9 s 6. Il est distancé dès la première longueur, tandis que ses deux adversaires virent ensemble. Healy se détache à peine dans la deuxième longueur mais réussit à prendre quatre mètres d'avance dans la troisième. Hatfield fournit alors son effort pour revenir sur l'Australien qui accélère, d'où les deux très bons temps lors de cette série,.
La sixième et dernière série est d'abord marquée par un faux-départ. Le Canadien George Hodgson prend immédiatement la tête et ne la quitte plus pour s'imposer en 5 min 50 s 6. Le Britannique William Foster n'a pas non plus de difficultés à conserver sa deuxième place de bout en bout, s'accrochant à Hodgson, pour finir en 5 min 52 s 4. Un temps, l'Allemand Oskar Schiele est menacé par le Sud-Africain George Godfrey avant de se détacher et de finir troisième en 5 min 57 s ; Godfrey ayant craqué et finissant en 6 min 30 s 6 loin devant cependant le Danois Harry Hedegaard (en) en 7 min 7 s 8,.

## Demi-finales
| Série | Rang | Pays | Nom                  | Temps        | Qualification          |
| ----- | ---- | ---- | -------------------- | ------------ | ---------------------- |
| 2     | 3    |      | Cecil Healy          | 5 min 37 s 8 | q (meilleur troisième) |
| 2     | 1    |      | Harold Hardwick      | 5 min 31 s   | Q                      |
| 1     | 5    |      | Thomas Battersby     | 5 min 51 s 2 |                        |
| 1     | 4    |      | Nicholas Nerich (en) | 5 min 51 s   |                        |
| 2     | 2    |      | Béla Las-Torres      | 5 min 34 s 8 | Q                      |
| 1     |      |      | Max Ritter           | DNS          |                        |
| 2     | 4    |      | Malcolm Champion     | 5 min 38 s   |                        |
| 2     | 5    |      | Henry Taylor         | 5 min 48 s 2 |                        |
| 1     | 2    |      | Jack Hatfield        | 5 min 25 s 6 | Q                      |
| 1     | 6    |      | John Johnsen (en)    | n.c          |                        |
| 2     |      |      | Alajos Kenyery       | DNS          |                        |
| 1     | 1    |      | George Hodgson       | 5 min 25 s 4 | Q (RM et RO)           |
| 1     | 3    |      | William Foster       | 5 min 49 s   |                        |

Les quatre séries du deuxième tour prévues pour le vendredi 12 juillet à midi sont annulées et les nageurs vont directement en demi-finales programmées le samedi 13 juillet à 19 h. Les deux premiers de chaque demi-finale et le meilleur troisième sont qualifiés pour le tour suivant.
La première demi-finale est très disputée entre le Canadien Hodgson et le Britannique Hatfield qui nagent toute la course au coude à coude. Les deux hommes explosent le record olympique, établi en séries par l'Australien Healy, et le record du monde en bassin de 100 mètres de 9 secondes. Le futur médaillé d'or Hodgson devance le futur médaillé d'argent d'un souffle, en 5 min 25 s 4 contre 5 min 25 s 6 à Hatfield. L'Américain Nerich avait pourtant pris la tête lors de la première longueur mais doit céder à Hodgson dès le virage. Il est ensuite dépassé par les Britanniques Hatfield d'abord puis Foster ensuite qui termine troisième mais très loin en 5 min 49 s. Nerich termine quatrième en 5 min 51 s, juste devant le Britannique Battersby en 5 min 51 s 2. Le temps du sixième, le Norvégien Johnsen n'est pas connu,.
La performance de l'Australien Hardwick dans la seconde demi-finale est éclipsée par les deux premiers de la demi-finale précédente. Le futur médaillé de bronze réalise en effet un temps de 5 min 31 s qui lui aurait donné le record olympique et le record du monde, s'il n'y avait eu Hodgson et Hatfield. Il prend la tête dès la première longueur, mais ses adversaires (ses compatriotes Healy et Champion et le Hongrois Las-Torres) restent au contact. Le Hongrois fournit son effort dans la dernière longueur pour finir deuxième qualifié en 5 min 34 s 8. Le rythme soutenu permet au troisième Healy (5 min 37 s 8) de s'assurer une place en finale. Champion en 5 min 38 s et le Britannique Taylor, tenant du titre mais qui ne réalise que 5 min 48 s 2, s'arrêtent là,.

## Finale
| Rang | Pays | Nom             | Temps        |            |
| ---- | ---- | --------------- | ------------ | ---------- |
| 1    |      | George Hodgson  | 5 min 24 s 4 | (RM et RO) |
| 2    |      | Jack Hatfield   | 5 min 25 s 8 |            |
| 3    |      | Harold Hardwick | 5 min 31 s 2 |            |
| 4    |      | Cecil Healy     | 5 min 37 s 8 |            |
| 5    |      | Béla Las-Torres | 5 min 42 s   |            |

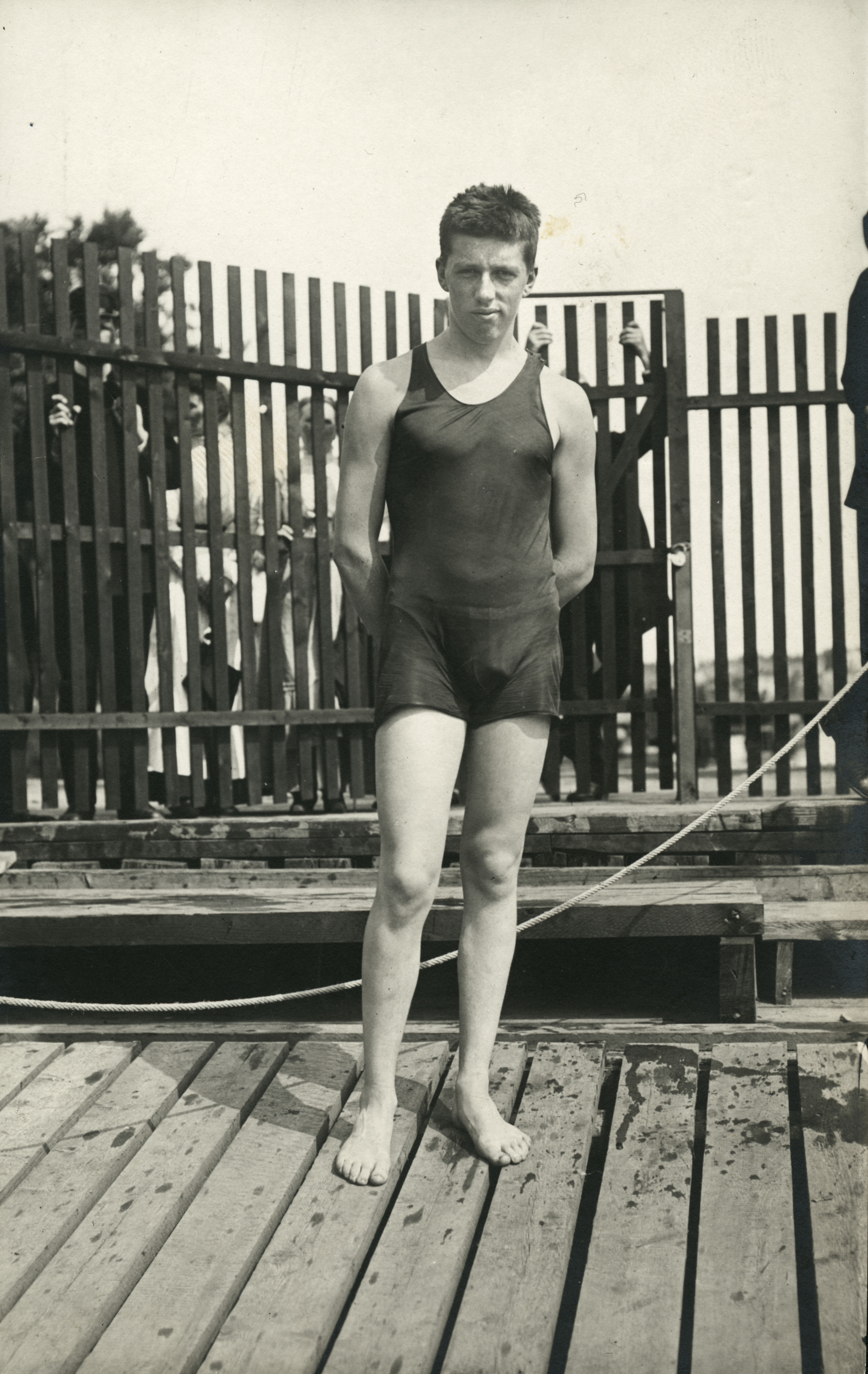
Portrait du vainqueur canadien George Hodgson.

La finale est prévue pour le dimanche 14 juillet à 19 h.
Si le Canadien George Hodgson prend la tête immédiatement, l'Australien (sous les couleurs de l'Australasie) Harold Hardwick reste bien au contact et les deux hommes virent pratiquement ensemble à mi-distance. Le Britannique Jack Hatfield accélère dans la seconde partie de la course et aux trois cents mètres a rejoint Hardwick. Il talonne le Canadien dans la dernière longueur mais ne peut le rattraper même si l'écart est minime entre les deux hommes. Hodgson améliore de plus ses propres records olympique et du monde en bassin de 100 mètres. Hardwick tente un retour avec un sprint final mais ne peut finir que sur la troisième marche du podium. L'autre Australien Cecil Healy et le Hongrois Béla Las-Torres n'ont pas semblé aux observateurs au meilleur de leur forme et se contentent des places d'honneur,.